# Matanza de Forrahue

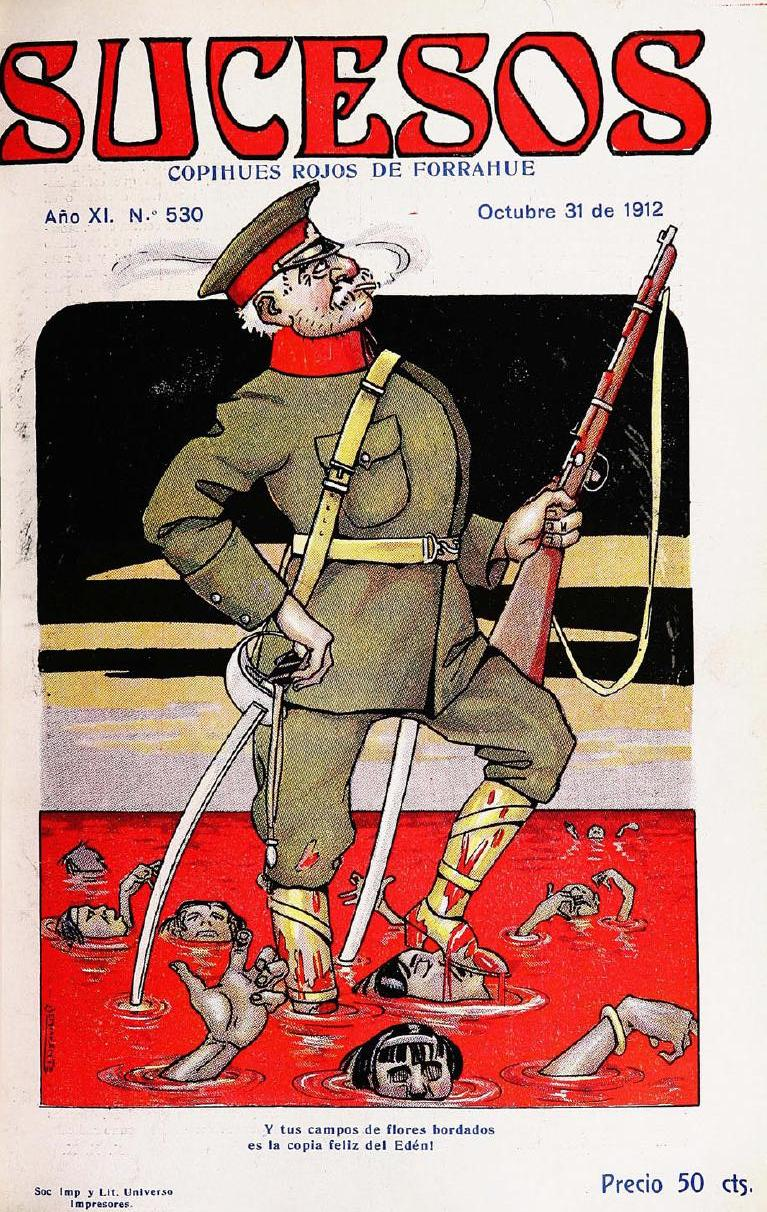
Portada de la revista Sucesos de 1912, que informa la masacre de Forrahue.

La Matanza de Forrahue es el nombre dado a una masacre de indígenas huilliches ocurrida el 21 de octubre de 1912 en la localidad de Forrahue, provincia de Osorno de Chile.

## Antecedentes
Al momento de su incorporación a la República de Chile en 1820, la provincia de Osorno contaba con una importante presencia de comunidades huilliches sujetas a la corona española, que a su vez gozaban un importante grado de autonomía, según los términos del Parlamento de las Canoas de 1793.
A partir de 1852 el Estado chileno da inicio al proceso de colonización alemana de Valdivia, Osorno y Llanquihue, con el fin de poblar estas tierras y generar un mayor nivel de actividad económica. Si bien en un primer momento las relaciones entre indígenas y alemanes fueron amistosas, con el tiempo fueron dando lugar a conflictos, en la medida que los alemanes adquirieron las prácticas culturales de la elite chilena y se expandieron más allá de los límites fijados para la colonización extranjera.
Durante las últimas décadas del siglo XIX, a la par del proceso de Ocupación militar de La Araucanía, el Estado chileno inició un proceso de regularización de tierras indígenas en otras provincias, pasando a considerar como tierras fiscales amplias extensiones de tierras vinculadas históricamente a comunidades indígenas. En este contexto, en 1887 se expendió un título de comisario que redujo considerablemente el territorio de la comunidad huilliche del sector de Forrahue.

## Conflicto y matanza
En 1912 el latifundista osornino Atanasio Burgos Villalobos obtuvo una sentencia judicial a su favor para regularizar tierras obtenidas en años anteriores por su padre, Atanasio Burgos Webar, en el sector de Fundo Forrahue antes de su muerte en 1896. En este marco, se consideró "ocupantes ilegales" a los indígenas que habitaban históricamente ese territorio, solicitando su desalojo.
El 14 de octubre de 1912 se intentó realizar un primer desalojo mediante el uso de la fuerza policial, lo que fue rechazado por los huilliches. Al día siguiente una comitiva de este pueblo se dirigió a la ciudad de Osorno para denunciar los atropellos de los que eran víctimas, siendo detenidos y luego liberados sin respuesta a sus demandas.
El 21 de octubre se llevó a cabo un segundo desalojo, frente al cual los huilliches intentaron resistir mediante el uso de palos, agua hirviendo y algunos rifles. En este contexto se produce la muerte de 13 comuneros huilliches a manos de 45 policías y guardias civiles al mando del mayor Julio Frías. Dos heridos graves murieron pocos días después producto de sus heridas.
La matanza produjo un fuerte impacto inicial en Osorno, y luego también en Santiago, donde el Congreso Nacional solicitó un reporte sobre los hechos sucedidos. La Sociedad Caupolicán Defensora de la Araucanía, por otro lado, protestó y se movilizó frente a este suceso.
Luego de la masacre, la violencia en el sector de Forrahue continuó por varios años. En 1914 Onofre Burgos, hermano de Atanasio, intentó realizar un nuevo desalojo contra un indígena llamado Manuel Nilian, siendo asesinado por los huilliches en este contexto.

## Conmemoración
El año 2012 el poeta mapuche-huilliche Bernardo Colipán publica su obra "Forrahue. Matanza 1912", que recupera material histórico y la memoria de la comunidad asociada a este hecho.
El año 2014 el cementerio indígena del lugar fue declarado Monumento Histórico bajo la protección de la ley 17.288, a solicitud de la propia comunidad indígena de Forrahue con apoyo de Conadi y de la Municipalidad de Osorno.